# Castillo Mizuki
El castillo Mizuki (水城 Mizuki?, Fortaleza del agua) fue una fortificación japonesa del siglo VII en Dazaifu, ciudad de la prefectura de Fukuoka. En la actualidad solo resta el terraplén donde se encontraba; pese a esto, es considerado un Lugar Histórico Nacional y forma parte de los «100 notables castillos» del país.

## Historia

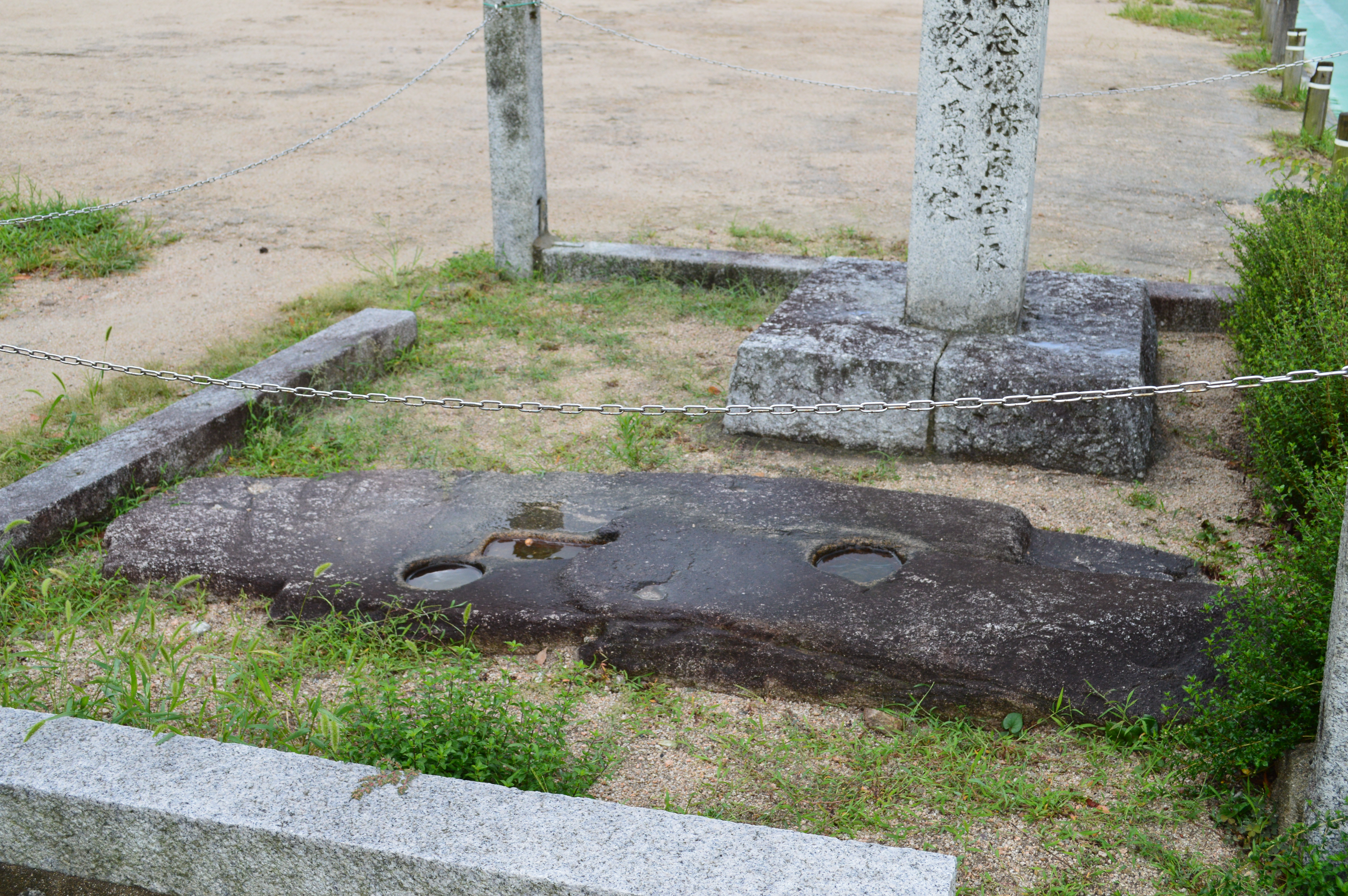
Piedras base de la puerta Higashimon.

El término «Mizuki» deriva de mizu (水), agua, y ki (城), la forma antigua de leer el kanji «castillo»; este nombre le fue dado por sus fosos. La fortaleza Mizuki fue construida en el año 664 como defensa contra posibles ataques de China o Silla. Más tarde se convirtió en la entrada de Dazaifu, que recibía numerosas delegaciones extranjeras. Se encontraba sobre un terraplén de 1.2 km de largo, 80 m de ancho y 9 m de alto, con un sistema de doble foso que atraviesa la llanura entre Dazaifu —otrora la capital de Kyūshū—, y el área de la bahía de Hakata. Esta terreno une Ōnojō con las montañas opuestas, cerca de donde había un pequeño fuerte de montaña llamado «pequeño Mizuki». Este sistema de defensas cercaba de manera efectiva el acceso a la llanura de Dazaifu. El Mizuki contaba con varias partes: un foso interior; un terraplén inferior ancho y con una pendiente ascendente suave; otro superior alto y empinado; una berma y el foso exterior. Aunque en la actualidad los fosos son arrozales se puede seguir apreciando esta estructura. En estos terrenos se encuentran las piedras base de la puerta Higashimon y un museo local debajo de la colina.